# Macare
Macare (in greco antico: Μαχάρης?, dal persiano «guerriero»; ... – 65 a.C.) era figlio di Mitridate VI e della regina Laodice, e fu sovrano del Regno del Bosforo Cimmerio.

## Biografia
Divenne sovrano del regno del Bosforo Cimmerio, e dopo la seconda guerra mitridatica, attorno all'80 a.C., fu inviato dal padre a sottomettere tutte le popolazioni libere che gravitavano attorno al Ponto Eusino. Nominato, quindi, quale generale di questa nuova impresa, si spinse alla conquista di quelle colonie greche che si diceva discendessero dagli Achei, di ritorno dalla guerra di Troia, al di là della Colchide. La campagna però si rivelò disastrosa, poiché furono perduti due contingenti armati, una parte in battaglia e per la severità del clima, un'altra in seguito ad un'imboscata. Quando fece ritorno nel Ponto, inviò ambasciatori a Roma per firmare una nuova pace.
Nel 73 a.C., il padre Mitridate, dopo la sua sconfitta subita dai Romani a Cizico, inviò Macare con i soccorsi, ma due anni dopo le ripetute catastrofi di Mitridate, inviò un'ambasciata al generale romano Lucio Licinio Lucullo e in regalo una corona d'oro, chiedendo di poter patteggiare un'alleanza con Roma. Questo fu concesso da Lucullo, e come prova della sua lealtà, Macare fornì al generale romano il suo aiuto militare durante l'assedio di Sinope. Ma quando Mitridate, dopo la sconfitta subita ad opera di Gneo Pompeo Magno, decise di marciare contro il figlio ed il suo regno, Macare si allarmò per le conseguenze della sua defezione, e cercò rifugio nella città di Chersoneso, commettendo poi un suicidio poiché disperava di essere perdonato dal padre. Cassio Dione Cocceiano, al contrario, racconta che fu Mitridate a metterlo a morte.